# Antifascismo in Italia

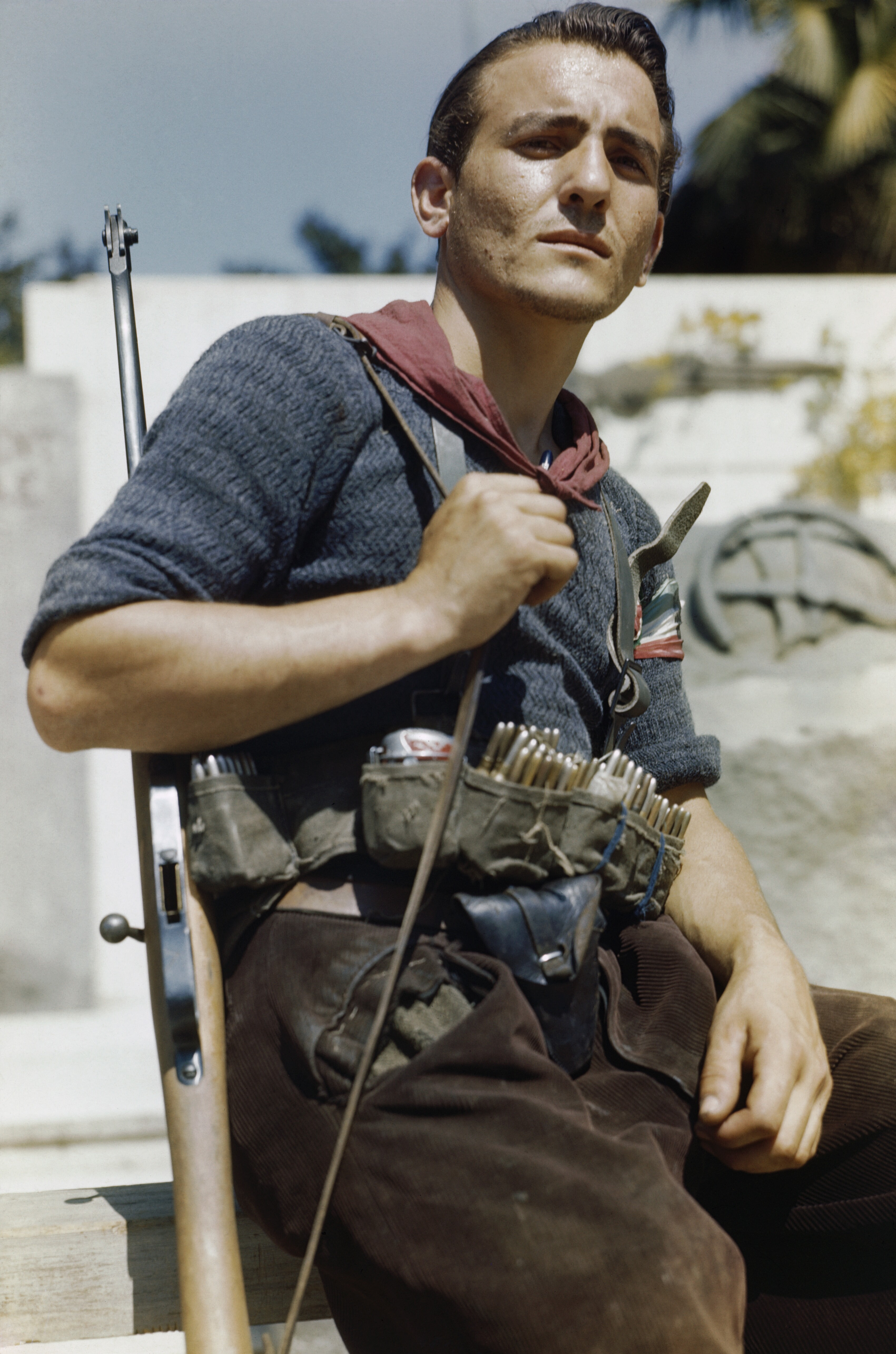
14 Agosto 1944, durante la Guerra di liberazione italiana. Membro della resistenza italiana a Firenze.

L'antifascismo in Italia è l'insieme dei movimenti eterogenei che si contrapposero al regime e alle attività promosse o attuate dal governo fascista di Benito Mussolini tra il 23 marzo 1919 e il 28 aprile 1945, durante il ventennio fascista.
L'antifascismo in Italia fu un fenomeno eterogeneo che coinvolse trasversalmente tutti i ceti e diversi orientamenti politici, anche non in modo organizzato, dagli operai fino al personale della pubblica amministrazione, compresi addirittura accademici e ufficiali dell'esercito. Esso si manifestò con varia intensità fin dalla comparsa del movimento fascista: nel gennaio 1925 Mussolini, ormai capo del governo, si assunse la responsabilità dell'omicidio Matteotti, preludendo in modo esplicito all'instaurazione della dittatura, a cui si contrappose in maggio la pubblicazione del Manifesto degli intellettuali antifascisti.

## L'antifascismo fino al 1945

### Primo dopoguerra

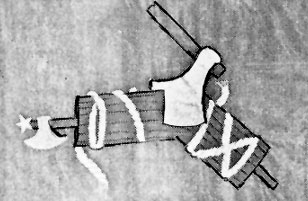
Il simbolo degli Arditi del Popolo, la scure che rompe il fascio littorio

Al termine della prima guerra mondiale, l'Italia fa ben presto esperienza della drammatica depressione economica del 1920–1921. In questo periodo, il movimento antifascista è costituito da una parte dai componenti delle organizzazioni operaie, dai militanti socialisti, comunisti e anarchici (la cui presenza è nettamente maggioritaria), e dai rappresentanti delle organizzazioni liberali. Accanto ad essi erano presenti frange militari, associazioni di reduci della prima guerra mondiale, cattolici e liberali, che poi in parte confluiranno nel Partito d'Azione (seguendo i dettami di Piero Gobetti).
Non trascurabile è l'apporto dei repubblicani e dei popolari. Negli anni venti questi ultimi dettero all'antifascismo capi militari come Vincenzo Baldazzi, poi capo della Resistenza romana per Giustizia e Libertà e il consigliere Ulisse Corazza, che partecipò con una squadra di popolari alla difesa di Parma del 1922. Malgrado comunque inizialmente il partito popolare facesse parte della coalizione di governo di Mussolini, sin dal 1920 realizzò un progressivo allontanamento dal fascismo che, all'indomani del delitto Matteotti, diventò opposizione politica con l'uscita dei popolari (attaccati sempre più spesso dalle squadre fasciste) dalla coalizione di governo.
Durante il periodo immediatamente successivo all'affermarsi del fascismo gli scontri continuarono in molte città, come ad esempio Genova, nelle quali erano attive formazioni di difesa proletaria. La classe operaia espresse personalità di livello sia sotto il profilo intellettuale che militare come Umberto Marzocchi, Lorenzo Parodi, Giuseppe Di Vittorio, Ilio Barontini ed Emilio Canzi. Il Partito Liberale Italiano (PLI), anche se non svolse quasi mai una funzione di grande rilevanza nel panorama politico italiano, non raggiungendo mai un ragguardevole consenso di voti, ebbe, invece, sempre grande prestigio intellettuale e i primi due Presidenti della Repubblica Italiana: Enrico De Nicola e Luigi Einaudi.
A causa dell'eterogeneità politica di chi concepisce l'antifascismo tra i propri principi, nella storia si sono verificati tensioni o scontri tra le diverse anime del movimento.
Nell'immediato primo dopoguerra non compaiono divisioni di rilievo tra gli antifascisti. Avviene invece una divisione fra gruppi di matrice comunista e libertaria a livelli di impostazione teorica ma, se a livello strategico questo portò a una disorganizzazione militare delle formazioni antifasciste, a livello tattico la collaborazione permaneva al di là dei dissidi ideologici. Da parte sua l'Internazionale, in contrasto con la linea del PCdI, spingeva per un ingresso della squadre militarizzate comuniste nel fronte unito Arditi del Popolo, con lo scopo di conquistare la direzione del movimento.
Lo spirito collaborativo tattico fra le varie frange delle formazioni di difesa proletaria, nel periodo, traspare dall'intervista a Francesco Leone, comunista e uno dei principali capi degli Arditi del Popolo di Vercelli, comandante partigiano di importanza nazionale, dichiarato Padre Costituente, sindacalista e organizzatore delle lotte di emancipazione nel settore risiero. In tale intervista egli racconta che una squadra di anarchici operai coprì i suoi movimenti dopo la partecipazione a un'azione durissima contro i fascisti e a sua insaputa era stato identificato. La squadra anarchica lo seguiva di notte quando rincasava per proteggergli le spalle, per cui la situazione espressa precedentemente è collegabile all'ascesa e all'instaurarsi dello stalinismo.

### Opposizione al regime (1924-1945)
(Benedetto Croce, Manifesto degli intellettuali antifascisti)
In vista delle elezioni politiche italiane del 1924, Mussolini fece approvare una nuova legge elettorale (legge Acerbo) che avrebbe dato i due terzi dei seggi alla lista che avesse ottenuto la maggioranza con almeno il 25% dei voti. La campagna elettorale si tenne in un clima di tensione senza precedenti con intimidazioni e pestaggi. La Lista Nazionale guidata da Mussolini ottenne la maggioranza assoluta, con il 64,9% dei voti. Le elezioni politiche del 1924, come ha scritto lo storico e senatore comunista Francesco Renda, furono comunque "la prima e ultima legittimazione costituzionale del fascismo".

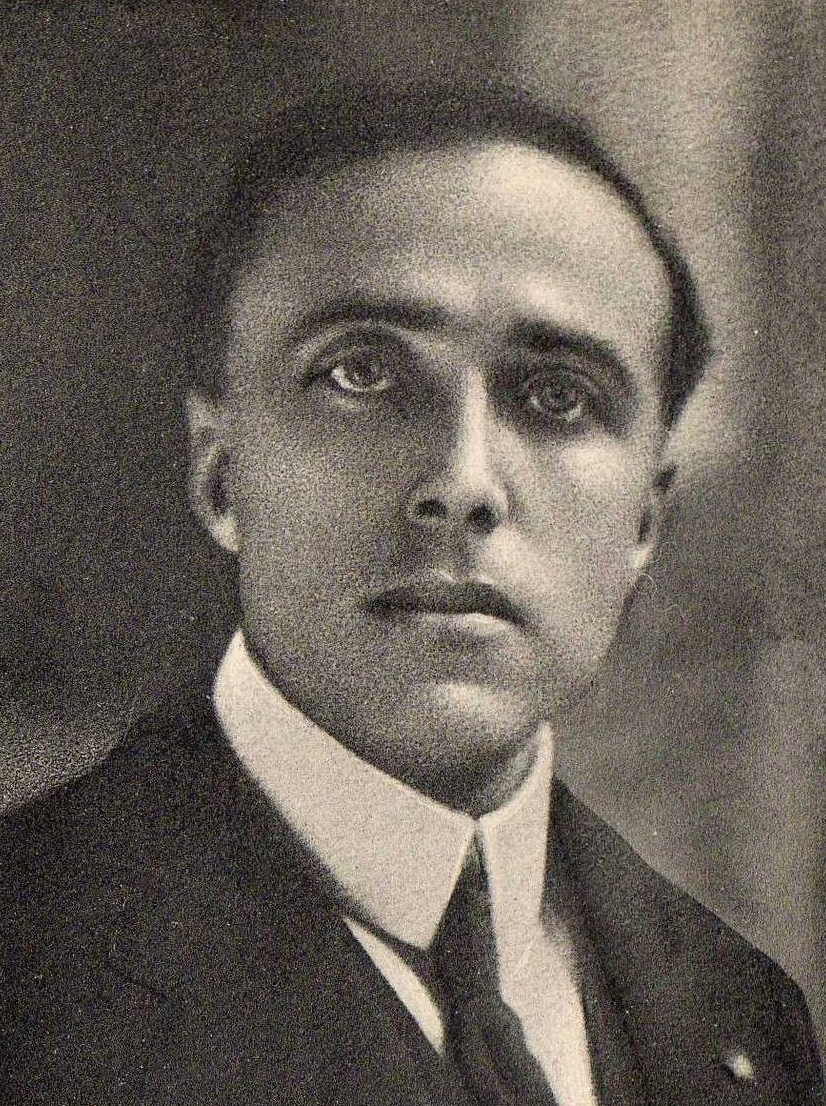
Giacomo Matteotti

Il 30 maggio 1924, il deputato socialista Giacomo Matteotti prese la parola alla Camera contestando i risultati delle elezioni. Il 10 giugno 1924 Matteotti venne rapito e ucciso dagli squadristi. L'opposizione rispose a questo avvenimento ritirandosi sull'Aventino (Secessione aventiniana), ma la posizione di Mussolini tenne fino a quando il 16 agosto il corpo decomposto di Matteotti fu ritrovato nei pressi di Roma. Uomini come Ivanoe Bonomi, Antonio Salandra e Vittorio Emanuele Orlando esercitarono allora pressioni sul re affinché Mussolini fosse destituito, Giovanni Amendola gli prospettò scenari inquietanti, ma Vittorio Emanuele III appellandosi allo Statuto Albertino replicò: «Io sono sordo e cieco. I miei occhi e le mie orecchie sono il Senato e la Camera» e quindi non intervenne.
Ciò che accadde esattamente la notte di San Silvestro del 1924 non sarà forse mai accertato; secondo la ricostruzione maggiormente condivisa, compiuta da Renzo De Felice, una quarantina di consoli della Milizia, guidati da Enzo Galbiati, ingiunsero a Mussolini di instaurare la dittatura minacciando di rovesciarlo in caso contrario.
Il 3 gennaio 1925, alla Camera, Mussolini recitò il famoso discorso in cui si assunse ogni responsabilità per i fatti avvenuti, che preludeva all'avvento della dittatura.
Nel maggio 1925, una serie di intellettuali pubblicarono il Manifesto degli intellettuali antifascisti sui quotidiani Il Mondo e Il Popolo.
Il 26 gennaio, nel suo primo e unico intervento da deputato, Gramsci denunciò la doppia componente del fascismo, quella piccolo-borghese alleata e sponsorizzata dall'altra dei grandi proprietari terrieri e industriali, e ironizzò pesantemente sull'ex alleato di partito, rievocando il suo passato socialista.
Nel biennio 1925-1926, vennero emanati una serie di provvedimenti liberticidi: vennero infatti sciolti tutti i partiti e le associazioni sindacali non fasciste, venne soppressa ogni libertà di stampa, di riunione o di parola, venne ripristinata la pena di morte e il 1º febbraio 1927 fu istituito il Tribunale speciale con amplissimi poteri, in grado di mandare al confino con un semplice provvedimento amministrativo le persone sgradite al regime.
La legge 24 dicembre 1925, n. 2263 cambiò le caratteristiche dello stato liberale: Benito Mussolini cessò di essere presidente del Consiglio, cioè primus inter pares tra i ministri e diventò primo ministro segretario di Stato, nominato dal re e responsabile di fronte a lui e non più al Parlamento; a loro volta i vari ministri furono nominati dal re su proposta del primo ministro e responsabili sia di fronte al re sia di fronte al primo ministro. Inoltre la legge stabilì che nessun progetto potrà essere discusso dal Parlamento senza l'approvazione del primo ministro.
Il 4 febbraio 1926, i sindaci elettivi vennero sostituiti da podestà nominati con regio decreto, mentre gli organi elettivi quali consigli e giunte vennero sostituiti da consulte comunali di nomina prefettizia. La legge 25 novembre 1926, n. 2008 (Provvedimenti per la difesa dello Stato), una delle cosiddette "leggi fascistissime", vietò il ricostituirsi di organizzazioni o partiti disciolti per ragioni di ordine pubblico, anche all'estero, vietò la propaganda contraria al prestigio nazionale e inoltre istituì il Tribunale Speciale per la Difesa dello Stato, con lo scopo di reprimere l’opposizione contro lo stato fascista, ovvero tutti i fenomeni antifascisti. Tra le pene previste per gli oppositori dello Stato, questa legge ammetteva la pena di morte, reintroducendola così nell'ordinamento italiano dopo la sua abolizione del 1889.
Il 16 marzo 1928, la Camera dei deputati venne chiamata a votare il criterio per il rinnovo della rappresentanza nazionale. Il criterio previde una lista unica di 400 candidati scelti dal Gran Consiglio del Fascismo su proposta dalle organizzazioni dei lavoratori e dei datori di lavoro nonché da altre associazioni riconosciute. Gli elettori approveranno o meno tale lista. La riforma passò, quasi senza discussioni, con 216 sì e 15 no. Giolitti fu uno dei pochi a protestare, ma venne messo subito a tacere da Mussolini con la frase: «Verremo da lei a imparare come si fanno le elezioni». Al Senato del Regno le proteste furono leggermente più animate, ma la legge passò con 161 favorevoli e 46 contrari. L'8 dicembre si chiuse così la 28ª legislatura.
Il 24 marzo 1929, il popolo italiano venne chiamato a votare la lista di deputati proposta dal Gran Consiglio del Fascismo: otto milioni e mezzo voterà sì, soltanto 136.000 voterà no, la percentuale dei votanti è dell'89,6%.
Gli antifascisti si riunirono in gran parte nella Concentrazione antifascista di Parigi, oltre che intorno a Benedetto Croce, che scrisse il Manifesto degli intellettuali antifascisti.
Mussolini subirà alcuni attentati, ma riuscirà sempre a sopravvivere.

### Repressione del dissenso durante il governo fascista

#### Repressione dell'opposizione politica
Il nuovo codice penale di Alfredo Rocco, redatto nel 1930, ampliò e inasprì le pene contro la personalità dello Stato, pertanto l'antifascismo divenne reato. Il codice Rocco incluse, come anticipato dalla legge del 1926, anche la pena di morte contro i reati per i delitti politici, oltre che per i delitti comuni. Ottenuto così il controllo dell'apparato statale, il Partito Nazionale Fascista iniziò a usare le forze di polizia per reprimere l'antifascismo.
La repressione dell'antifascismo veniva operata da più apparati: da un lato l'OVRA e la Milizia Volontaria per la Sicurezza Nazionale, corpi creati dal fascismo, dall'altro la polizia e i carabinieri. Secondo quanto affermato da Luigi Federzoni in un discorso alla camera il numero di uomini nelle forze di polizia ascese rapidamente a 100.000 uomini.
La repressione dell'antifascismo raggiunse l'apice della sua ferocia durante il periodo della Repubblica Sociale Italiana, in concomitanza con la durezza dell'occupazione militare tedesca.

#### Repressione delle voci dissonanti alla politica economica
Il fascismo represse anche attività sgradite al governo. Un caso notevole riguardò uno dei maggiori esponenti dell'imprenditoria industriale degli anni venti, il torinese Riccardo Gualino che criticò la politica economica fascista di rivalutazione della Lira sul dollaro (legge Quota 90 del 1927) inviando una lettera a Mussolini in qualità di portavoce del settore tessile: Mussolini non gradì. Nel luglio 1931 Gualino venne infine condannato a cinque anni di confino a Lipari, ufficialmente a causa della sua esposizione finanziaria eccessiva con una banca francese in bancarotta e per avere pertanto leso l'immagine del regime. Gualino ne uscì finanziariamente distrutto.

#### Efficacia della repressione
La repressione contro l'opposizione al governo fascista si intensificò a partire dal 1926, cioè alla sua codificazione legislativa. Oltre all'uso di strumenti giuridici punitivi, il governo si avvalse della prevenzione del dissenso tramite controllo territoriale tramite i ras locali, che utilizzarono in modo efficace anche l'introduzione di informatori nei gruppi di opposizione politica (ad esempio nelle sezioni locali dei diversi partiti di opposizione) e la cooptazione di informatori (come lo scrittore Ignazio Silone). Anche la corrispondenza degli antifascisti era sottoposta a un rigido monitoraggio. Tutte queste azioni furono efficaci nello spegnere le voci di opposizione nel biennio 1926-27, che tuttavia ripresero gradualmente nel corso degli anni trenta, fino ad essere pubblicamente più forti da metà 1937, ovvero con il coinvolgimento italiano nella Guerra di Spagna.

### Eterogeneità dell'antifascismo durante il regime (1921-1943)
Il fenomeno delle opposizioni al regime durò per tutto il periodo del suo governo, e fu trasversale alle diverse componenti politiche della società: azionista, socialista, liberale, repubblicana, comunista, anarchica, cattolica. Ciascuna di queste componenti si scontrò con la repressione attuata dal fascismo nei confronti degli oppositori politici.
In seguito alla persecuzione degli oppositori del fascismo, diversi politici di riferimento dell'antifascismo presero la strada dell'esilio, soprattutto nel biennio 1925-26 a seguito dell'emanazione delle "leggi fascistissime". Nel 1923 il liberale Francesco Saverio Nitti, ex presidente del consiglio, fu il primo di tanti esuli antifascisti, a cui si aggiunsero in seguito Gaetano Salvemini, Luigi Sturzo, Piero Gobetti, Giuseppe Donati, Filippo Turati, Arturo Labriola. Gli oppositori al regime rimasti in Italia venivano dissuasi in vario modo: ad esempio, nel 1928, il commesso postale Luigi Maresca scrisse una semplice lettera di ammirazione a Nitti, dopo la cui intercettazione seguì il licenziamento in tronco.

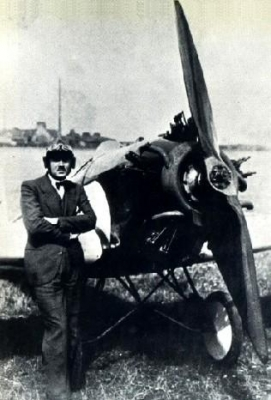
Il poeta Lauro De Bosis fondò l'Alleanza Nazionale per la Libertà, gruppo antifascista che escludeva però i comunisti. De Bosis morì nella caduta in mare del suo aereo, dopo aver lanciato manifesti antifascisti su Roma nel 1931

Un altro gruppo di antifascisti erano gli Arditi del Popolo, come ad esempio il giornalista Ezio Murolo, seguace di D'Annunzio e che partecipò alla nascita stessa degli Arditi. Si oppose al regime con continuità a partire dagli scontri violenti con gli squadristi nel 1921, fino alla condanna al confino: parteciperà infine alle Quattro giornate di Napoli.
Tra gli antifascisti vi furono anche i socialisti: ad esempio, l'ex amico di Mussolini Giuseppe Aragno, titolare storico del Caffè Aragno di Roma, subito dopo il delitto Matteotti manifestò aperta ostilità al regime fascista e infine lasciò Roma, finendo i suoi giorni negli Stati Uniti.
Un gruppo di antifascisti italiani di diverso orientamento dette vita, durante il loro esilio a Parigi, alla "Concentrazione antifascista" a partire dal 1927.
Nell'agosto 1931 trovò applicazione l'obbligo di adesione al fascismo dei docenti universitari con regio decreto legge 28 agosto 1931 n. 1227: rifiutò l'adesione solo una piccola minoranza, solo 12 su oltre milleduecento, tuttavia significativamente eterogenea come provenienza sociale e orientamento politico dei singoli.
Si verificarono anche omicidi contro i sovversivi residenti all'estero per conto del governo fascista. Ben conosciuto è quello di Carlo Rosselli, assassinato nel giugno 1937 con il fratello Nello dal gruppo di estrema destra della Cagoule (è invece una leggenda infondata che del gruppo facesse parte anche François Mitterrand prima di passare all'antifascismo militante). Probabilmente l'omicidio venne ordinato dai servizi segreti fascisti o da Galeazzo Ciano, potente gerarca nonché genero di Mussolini.
A partire dall'estate del 1937, dopo l'uccisione dei fratelli Rosselli, si manifesta una crescente insofferenza contro l'intervento militare in Spagna ed è attestato un diffuso malcontento contro il governo fascista, testimoniato da comunicazioni pubbliche e private apertamente critiche contro il regime da parte di diversi settori della società, come operai, tranvieri, ma in alcuni casi perfino di militari. Inoltre, avvennero alcuni arresti per celebrazioni pubbliche inneggianti vittorie repubblicane o comuniste in Spagna.
Nel settembre 1943, le Quattro giornate di Napoli furono uno dei primi episodi rilevanti della Resistenza: esse videro la collaborazione di antifascisti dei diversi orientamenti.

#### Antifascismo comunista
Nel gennaio 1921 nacque a Livorno il Partito Comunista d'Italia, in occasione del I Congresso del Partito Comunista d'Italia.
Nel periodo 1920-1921 nacquero altri due gruppi di ispirazione comunista:
- Formazioni di difesa proletaria: nati nel 1920.
- Arditi del Popolo: gruppo formatosi nel 1921 intorno ad alcuni reduci dopo la scissione della componente fascista dal gruppo originario degli Arditi.

L'opposizione comunista rappresentava una spina nel fianco del regime, perché sostenuta dall'Unione Sovietica e particolarmente tenace. Dopo un anno e mezzo dall'istituzione del Tribunale speciale, il regime aveva incriminato la maggior parte della dirigenza del partito comunista, perfino retroattivamente per fatti compiuti prima dell'entrata in funzione dell'organo.

#### Antifascismo socialista
Nel partito socialista (PSI) avvennero ben due scissioni nel biennio 1921-1922:
- nel 1921 a Livorno durante il XVII Congresso del Partito Socialista Italiano vi fu l'espulsione della componente comunista.
- nel 1922 avvenne la scissione del "Partito Socialista Unitario" (PSU), accusato dai massimalisti di collaborare con i partiti borghesi.

Nel settembre 1921 il socialista Giuseppe Di Vagno è la prima vittima di omicidio da parte di gruppi fascisti. Nel 1925 Pietro Nenni mise in guardia i socialisti dal non sottovalutare la pericolosità del fascismo e sostenne la necessità di riunire i partiti socialisti per fare fronte comune contro il nascente regime, ma trovò l'opposizione da parte della dirigenza del partito: pertanto, Nenni rassegnò le dimissioni dalla dirigenza PSI nel dicembre 1925 e dalla direzione dell' "Avanti!" nel gennaio 1926.
Il PSU di Filippo Turati fu il primo partito sciolto d'imperio dal regime, il 14 novembre 1925, a causa del fallito attentato a Mussolini da parte del suo iscritto Tito Zaniboni, avvenuto il 4 novembre precedente. Zaniboni era stato a sua volta motivato dal delitto di Giacomo Matteotti, segretario del PSU, ad opera di squadristi nell'ottobre 1924. Il 21 novembre 1926 Turati stesso prese la via dell'esilio su incentivo di Carlo Rosselli, nonostante la sua abitazione fosse sorvegliata a vista dalla polizia; per una parte del tragitto l'auto è guidata dall'imprenditore Adriano Olivetti. A metà del 1927 quasi tutto lo stato maggiore socialista è all'estero; poco prima, in ottobre, era andato in esilio anche uno dei più autorevoli sindacalisti, il socialista Bruno Buozzi, anch'egli aderente al PSU.
Nel 1929 si formò tra gli esuli antifascisti il movimento liberal-socialista Giustizia e Libertà, tra cui emerse Carlo Rosselli come leader.
Nel 1936 lo stesso Carlo Rosselli ritenne le tensioni in Spagna essere più significative del mero livello nazionale: Rosselli fu fautore dell'intervento e intervenne costituendo una "colonna italiana", mentre il "battaglione Garibaldi", costituito anche da forze repubblicane e comuniste, contrastò con successo le truppe inviate da Mussolini in novembre, dando prova dell'efficacia di azioni concrete.

#### Antifascismo liberale
Il giovane ideologo liberale Piero Gobetti, fondatore de La Rivoluzione liberale, dopo diverse aggressioni subite da gruppi fascisti morì nel 1926 sulla via dell'esilio per Parigi.
Il giornalista e deputato liberale Giovanni Amendola fu vittima di aggressioni di squadre fasciste a più riprese, fin dal 1923: propose pertanto a Benedetto Croce di redigere un manifesto dell'antifascismo, pubblicato nel 1925. Amendola morì nel 1926 a causa delle ferite riportate in un'aggressione in Toscana ad opera di squadristi.
Capofila dell'antifascismo liberale fu proprio Benedetto Croce, già autore del Manifesto degli intellettuali antifascisti nel 1925. Nel 1938 pubblicò La storia come pensiero e come azione, inno al dovere morale degli intellettuali nei confronti della libertà.

#### Antifascismo cattolico
Il rapporto tra fascismo e cattolicesimo è stato contrastato. Il fascismo si è presentato sin dalla sua nascita come movimento nettamente anticattolico, sia ideologicamente (ad esempio, nello spregio della pace e dei socialmente più deboli) che nelle violenze attuate dai gruppi fascisti (ad esempio l'uccisione di Don Minzoni nel 1923), per cui fin dall'inizio si configurò anche un antifascismo di tipo cattolico, guidato principalmente da Don Sturzo. Dopo la salita al potere, Mussolini cambiò radicalmente posizione e cercò un dialogo con la Chiesa, sempre più assecondato dalle alte gerarchie, le quali si assestarono su posizioni "lealiste" allo stato: l'antifascismo cattolico pertanto si indebolì e tanti componenti emigrarono come pure lo stesso Sturzo, laddove altri tra cui Alcide de Gasperi tennero un basso profilo dopo gli scontri degli anni precedenti.
La ratifica dei Patti Lateranensi nel 1929 portò anche formalmente ad una distensione con il cattolicesimo, che però non eliminò i contrasti. Infatti, già nel 1931 vi fu la maggiore crisi tra Chiesa e Stato Italiano dal 1870: il gruppo dell'Azione Cattolica, pur riconosciuto dal Concordato, presentandosi come "sociale" fu accusato di costituire in realtà un gruppo di natura politico-sindacale, contravvenendo il divieto dell'associazionismo politico non fascista, per cui venne vietato insieme a tutte le altre organizzazioni cattoliche. A questo fatto, il papa Pio XI rispose duramente con l'enciclica Non Abbiamo Bisogno, in cui difese i Patti Lateranensi e la necessità dell'associazionismo cattolico; infine condannò nettamente il fascismo, definendolo "una vera e propria statolatria pagana".
Questo scontro non portò tuttavia alla rottura con il fascismo, per cui le due istituzioni continuarono ad affiancarsi pur in modo più o meno contrastato, e ambiguo per alcuni aspetti, che portarono i cattolici ad atteggiamenti differenti. Ad esempio, nel maggio 1938 Filippo Andrea VI Doria Pamphili, cattolico ed esponente di una antica famiglia romana, rifiutò di ricevere Hitler nel suo palazzo e nel 1939 scrisse al re chiedendo di evitare la guerra, venendo pertanto condannato al confino. Alcuni cattolici protessero o curarono degli ebrei andando contro le Leggi razziali fasciste, come il medico Emanuele Stablum. Dopo il 1943, vi furono anche i cattolici tra i partecipanti o sostenitori della Resistenza, come ad esempio i presbiteri Giuseppe Morosini, Pasquino Borghi e Primo Mazzolari, o il militare laico cattolico Aldo Gastaldi (nome da battaglia "Bisagno").

#### Antifascismo repubblicano
Il Partito Repubblicano era ostile alla Monarchia e fautore della Repubblica. Nel 1923 venne fondata l'Associazione di reduci Italia libera su iniziativa del repubblicano Randolfo Pacciardi in opposizione alla Associazione Nazionale Combattenti. Come altri partiti antifascisti tentò di riorganizzarsi all'estero, ma faticò ugualmente a trovare una propria linea comune di lotta al Fascismo. Infatti fin dal 1927 si era spaccato tra quanti, come Fernando Schiavetti, sostenevano la necessità di un'alleanza con i socialisti, laddove altri, come Giovanni Conti, promuovevano un'alleanza di tipo interclassista di impronta mazziniana, fermamente contraria all'idea della lotta di classe.

#### Antifascismo anarchico
I movimenti anarchici, pur non numerosi, ebbero risonanza in diversi attentati a Mussolini, in particolare quello di Gino Lucetti nel settembre 1926, quello di Michele Schirru nel 1931 (rimasto solo una intenzione, ma Schirru fu ugualmente punito tramite fucilazione) e di Angelo Pellegrino Sbardellotto nel 1932.
L'anarchico Camillo Berneri, esule nel 1926, morì nel 1937 nella guerra di Spagna, in uno scontro intestino alle forze antifasciste.

#### Gruppi di oppositori non collegati a partiti e ideologie politiche
Vi furono gruppi sociali e religiosi che, seppur non antifascisti militanti in generale, erano considerati in Italia intrinsecamente nemici dai fascisti o avevano regole di vita del tutto incompatibili col fascismo e quindi, per quest'ultimo, si trovarono oggettivamente nella stessa (o peggiore) posizione degli antifascisti, come gli Ebrei. Sono inoltre testimoniati episodi in cui zingari aiutarono i partigiani:
(Testimonianza curate da Riccarda Turrina, sul quotidiano L'Adige)
Tra gli oppositori non per motivi politici vanno considerati anche i Testimoni di Geova e gli omosessuali. Sul caso di questi ultimi la situazione è ben illustrata anche se in modo romanzato nel film Una giornata particolare con Marcello Mastroianni e Sophia Loren.

#### Gruppi antifascisti italiani alla Guerra di Spagna
Nel 1936 i primi gruppi di volontari antifascisti italiani, su iniziativa principalmente di Camillo Berneri e Carlo Rosselli, partirono per Barcellona e costituirono la Colonna Ascaso, anticipando le Brigate Internazionali.

#### Conflitti intestini all'antifascismo durante gli anni trenta
Con la completa presa del potere da parte di Stalin e, soprattutto, con la guerra di Spagna si verificò una frattura cruenta all'interno del movimento antifascista italiano e internazionale tra la frangia stalinista e quella libertaria degli anarco-comunisti e degli azionisti di Giustizia e Libertà. Personaggi simbolo di questa frattura furono Camillo Berneri, Andreu Nin e Pietro Tresso. In tale situazione forti personalità quali Vittorio Vidali, combattente di osservanza moscovita e forse legato ai servizi segreti di Stalin, e Pietro Tresso, contrario invece alla linea stalinista, si trovarono su due sponde opposte della comune lotta antifascista. L'evento emblematico di tale conflitto è indicato con il nome "Giornate di maggio".

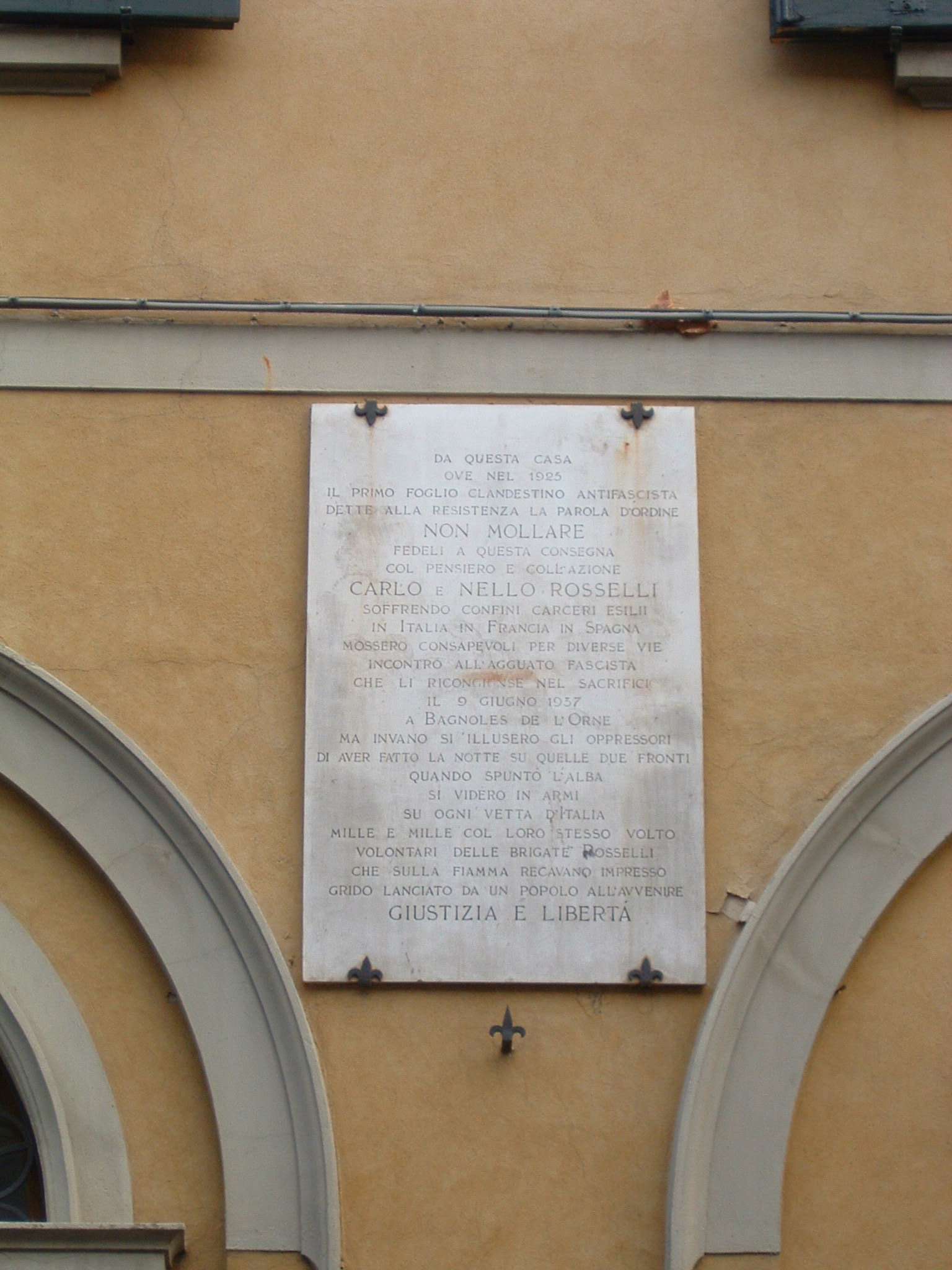
Lapide dedicata a Carlo e Nello Rosselli, dettata da Piero Calamandrei, via Giuseppe Giusti, Firenze

La frattura, che si ricomponeva contro i fascisti, perdurò durante la Resistenza. La vicenda che rese più evidente la situazione fu quella di Emilio Canzi, nome di battaglia "Ezio Franchi", comandante unico della XIII zona operativa dell'Appennino Tosco Emiliano e soprannominato il "colonnello anarchico", che subì anche un breve arresto da parte della frangia stalinista, nettamente maggioritaria fra i comunisti della Resistenza italiana (eccezion fatta per alcune brigate come Bandiera Rossa o anarchiche come la Errico Malatesta-Bruzzi di Milano, radicate sul territorio ma non a valenza nazionale). Emilio Canzi poté ritornare al suo posto di comando proprio grazie all'appoggio dell'ala azionista.
Vi furono inoltre alcuni tradimenti, omicidi e spaccature provocate dai servizi segreti fascisti o da personaggi, per amore o per forza cooptati dai servizi stessi, come nel caso di Vittorio Ambrosini e analoghi.
Recentemente alcuni storici, come Mauro Canali e Mimmo Franzinelli (accreditati di veridicità delle loro ricostruzioni storiche presso il SISDE), hanno approfondito il periodo in questione. Franzinelli in particolare segue il filone che afferma l'incapacità della dirigenza antifascista postresistenziale di perseguire mandanti ed esecutori di delitti, del "fuoriuscitismo" e dei crimini di guerra, presentando come esempio principale quello dell'omicidio dei fratelli Rosselli, attraversato secondo lo storico da intrecci di magistratura e politica che non portano a condanne.
Altra vicenda è quella di Carlo Tresca, editore del Martello e assassinato sia in quanto avversario del fascismo e della mafia sia per aver tentato di spaccare il fronte antifascista negli USA, ripresa in un libro di Mauro Canali.. La colpa venne addebitata a Vittorio Vidali e stalinista, mentre il mandante presumibilmente dagli ultimi atti desecretati e citati dall'autore fu Vito Genovese, boss mafioso, su incarico del regime fascista. Vito Genovese, a metà degli anni '30, si rifugiò in Italia a causa di un mandato di cattura per omicidio: da opportunista, prima appoggiò il fascismo (costruendo a proprie spese la casa del fascio di Nola, cosa che traspare anche in un interrogatorio della moglie ma la vicenda giudiziaria è stata riaperta) poi (1943) divenne interprete ufficiale del colonnello americano Charles Poletti durante lo sbarco degli alleati in Sicilia.

#### Antifascismo ed ebrei

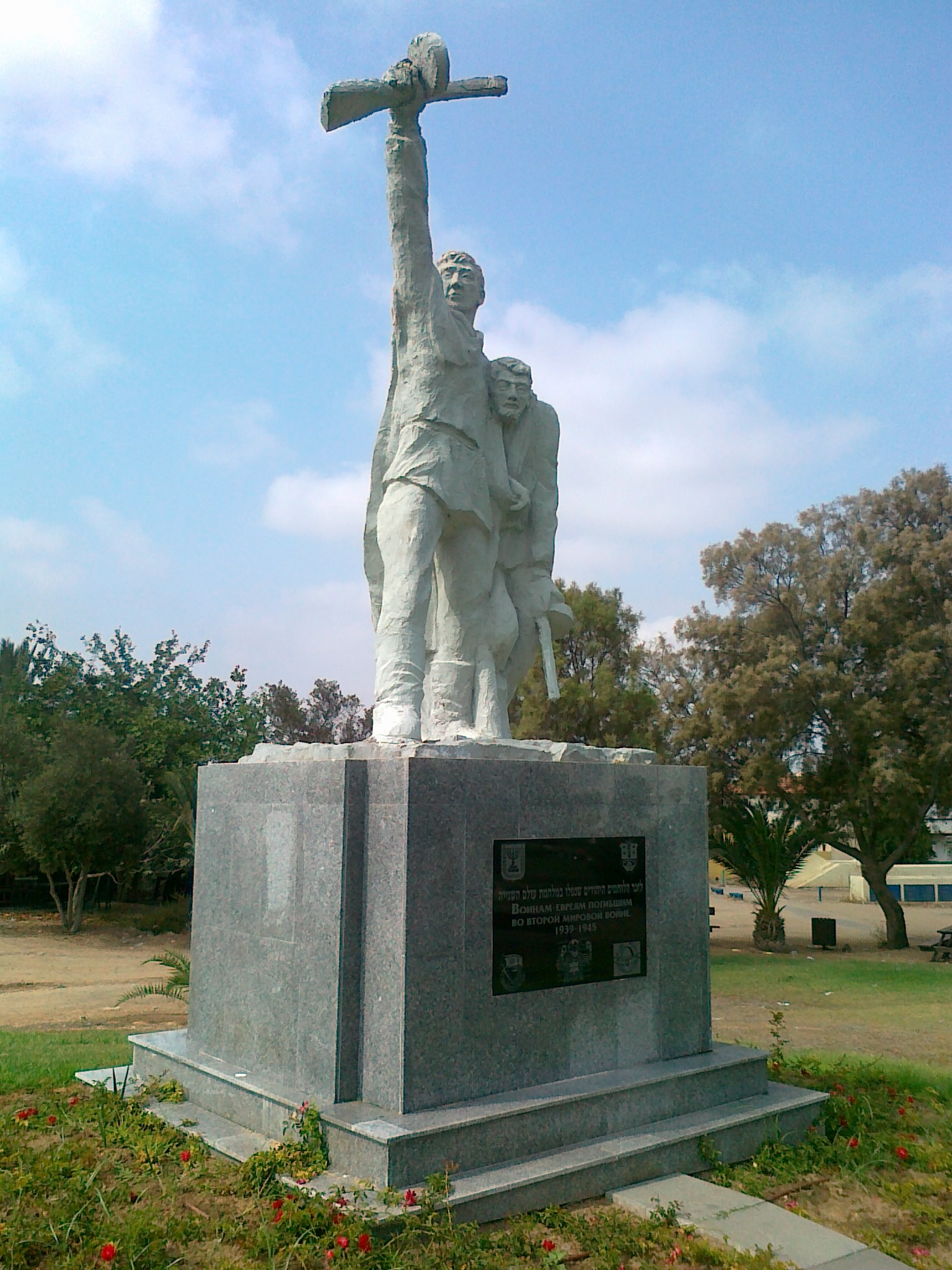
Monumento ai soldati ebrei morti nella seconda guerra mondiale per combattere nazismo e fascismo (Ashkelon, Israele)

I rapporti del fascismo con gli ebrei non furono sempre di persecuzione: fino a metà degli anni trenta, infatti, furono diverse le personalità di origine ebraica che ebbero ruoli di primo piano nel regime.. Gli ebrei iscritti al PNF nel 1938 erano poco meno di un terzo del totale degli ebrei italiani, mentre gli ebrei nel loro complesso risultavano il gruppo sociale più istruito. L'adesione al fascismo, tuttavia, interessò soprattutto i ceti ebrei abbienti.
Viceversa, il contributo all'antifascismo da parte degli ebrei, specialmente a sinistra, fu numericamente rilevante e contò esponenti quali Umberto Terracini, Carlo Rosselli, Pio Donati. Durante la resistenza ebrei italiani combatterono nelle brigate partigiane, soprattutto garibaldine e di Giustizia e Libertà (azioniste), come nel caso di Raffaele Cantoni, senza costituire formazioni autonome: la Brigata Ebraica, attiva in Emilia-Romagna, era una formazione regolare dell'esercito inglese e raccoglieva principalmente militi non italiani. Fra comandanti partigiani ricordiamo Eugenio Calò, Isacco Nahoum, detto Milan e Isacco Levi.

#### Antifascismo e militari
Il Fascismo e i suoi capi politici non sempre erano ben visti dagli esponenti del Regio Esercito, il quale rispondeva direttamente al Re e al quale aveva giurato fedeltà. Il Re poteva infatti contare sul solo controllo dell'esercito per preservare il proprio potere continuamente eroso dal fascismo.
Non vi fu, inizialmente, una forte opposizione al fascismo: tuttavia, è documentata, a partire dagli anni trenta, una crescente insofferenza al fascismo anche da parte di ufficiali su diverse questioni.
L'esercito regio ebbe poi un ruolo durante la Resistenza, dove alcuni reparti operarono come forze cobelligeranti agli alleati contro il nazifascismo: nel marzo 1944 questi reparti vennero inquadrati nel Corpo Italiano di Liberazione.
A Roma, dopo l'8 settembre 1943 si venne a formare il Fronte militare clandestino su iniziativa di alcuni ufficiali (Antonio Sorice, con guida del colonnello di stato maggiore Giuseppe Cordero Lanza di Montezemolo), in collegamento con le forze armate del Regno del Sud, dove il Re aveva posto la sua sede in Brindisi.
Nel nord, dopo la proclamazione della Repubblica Sociale Italiana il 23 settembre 1943, avvenne la deportazione in Germania di oltre 600 mila militari italiani proprio in quanto fedeli all'autorità regia e non a quella della RSI e di Mussolini (un esempio ne è lo scrittore Giovannino Guareschi): questi vengono indicati con l'espressione "internati militari italiani". In questo contesto, nel nord alcuni militari si unirono alle bande partigiane, come Felice Cordero di Pamparato.

### Dall'8 settembre 1943 al 1945: la Resistenza

#### Contesto storico
Dopo l'armistizio di Cassabile dell'8 settembre 1943, la situazione politica si differenziò tra la Repubblica Sociale Italiana, istituita al Nord con capitale Salò, e il resto d'Italia, sotto il cosiddetto Regno del Sud con capitale Brindisi. La nascita della Repubblica detta anche di Salò vide improvvisamente il venir meno della rappresentanza dei militari nel Re come capo dell'esercito in quell'area: pertanto, i militari che non riconobbero il nuovo stato presieduto da Mussolini divennero internati militari preda dei comandi tedeschi, con conseguente deportazione nei campi di prigionia tedeschi per i militari ribelli al nuovo ordine statale. 
Un altro tipo di opposizione fu quella dei partigiani in forma clandestina al di fuori dell'esercito, tipicamente sulle aree di montagna. A Roma si formò il Comitato di Liberazione Nazionale (CLN) per creare un'opposizione allo repubblica a guida nazifascista del Nord. 
Al sud il regio esercito si oppose pertanto alla presenza tedesca e agì come forza cobelligerante degli Alleati intervenuti nel conflitto (indicato anche come Esercito Cobelligerante Italiano).

#### Convergenza dell'antifascismo nella Resistenza
Durante la Resistenza confluirono nell'antifascismo tre categorie:
- i differenti gruppi antifascisti del periodo precedente;
- giovani cresciuti sotto il regime fascista;
- ex-fascisti che hanno ripudiato il fascismo.

Come in precedenza, anche durante la Resistenza vi furono antifascisti non di sinistra: ad esempio, il capo partigiano genovese Aldo Gastaldi, popolare con tendenze monarchiche, legato a Paolo Emilio Taviani o formazioni sostanzialmente apolitiche, come la Brigata Partigiana Stella Rossa del comandante Mario Musolesi e la Piccola Banda di Ariano di Gianluca Spinola, che si distinsero anche per efficienza militare. Caso molto singolare poiché al tempo era anche "avanguardia" e "ariete" della brigata partigiana comunista di Spartaco Lavagnini.

Bandiera del Comitato di Liberazione Nazionale
(1943 – 1945)

In generale la condanna dell'ideologia nazista da parte del mondo cattolico è netta, come si evince dall'enciclica Mit brennender Sorge (peraltro critica che si appunta, più che sulla natura totalitaria del nazismo, sulla sua irreligiosità e sulle politiche razziali, laddove gli ambienti cattolici tedeschi propendevano storicamente per un razzismo basato sulla limitazione delle libertà civili piuttosto che su una precisa politica persecutoria). Per quanto concerne la posizione nei confronti del fascismo italiano, la posizione non può dirsi altrettanto definita (si ricordi il sostegno dato dai religiosi al nascente fascismo in chiave anti comunista). Solamente in seguito, con il progressivo scalzamento operato dal fascismo nell'educazione dei giovani ai danni del mondo cattolico (nonostante le garanzie presenti nei patti lateranensi) cominciarono a formarsi gruppi di dissenso ad esso. Importante fu la presenza di partigiani di ispirazione cattolica nella resistenza italiana, come ad esempio nelle Brigata Osoppo e Fiamme Verdi, oltre numerosi combattenti non comunisti delle Brigate Garibaldi, nate su specifica indicazione del PCI. A questo proposito si ricorda il legame fra Paolo Emilio Taviani e Aldo Gastaldi.
Furono moltissimi anche i preti partigiani. Questi erano impegnati come cappellani di Brigata, in appoggio logistico nelle retrovie e anche come combattenti. Numerosi di essi vennero barbaramente uccisi dai nazifascisti. Perlopiù gli esponenti religiosi erano incaricati di mediare tra partigiani e repubblicani di Salò. Figure emblematiche furono Giovanni Minzoni, precursore ideale di molti preti partigiani, ucciso nella prima fase dell'ascesa al potere del fascismo; Bartolomeo Ferrari, detto "don Berto" a Genova, cappellano-combattente e biografo della Divisione Mingo); Pietro Pappagallo, prete e partigiano, amico della gente ebraica, trucidato dai nazi-fascisti in una rappresaglia (ricordato nel film Roma città aperta, impersonato da Aldo Fabrizi).

#### Differenze sociopolitiche tra il primo antifascismo e la Resistenza
L'antifascismo degli anni venti voleva una società più egualitaria, più avanzata socialmente di quella nata dalla Resistenza e i tentativi di strutturazione di Soviet e/o governi libertari locali.
La Resistenza nacque come moto antifascista spontaneo, spesso su posizioni di classe e con nucleo portante le formazioni della sinistra (le Brigate Garibaldi furono una "filiazione" del Partito Comunista, le Giustizia e Libertà del Partito d'Azione, le Brigate Matteotti del Partito Socialista). In questa fase l'antifascismo fu tuttavia gestito strategicamente dalle classi dirigenti che, prefigurando la sconfitta bellica e la fine del fascismo, agirono in vista della strutturazione della società del dopoguerra, quando vi fu un'ampia convergenza dei movimenti antifascisti con il neonato Partito Comunista Italiano (PCI). Il suo vincolo agli equilibri geopolitici nati dalla suddivisione del mondo nei due blocchi filoamericano e sovietico, entrò in contrasto con la formazione di una struttura sociale più progressista di quella italiana.

## Dopo il 1945

### La mancata defascistizzazione della pubblica amministrazione
Già sin dal periodo del Governo Badoglio del 1943 si pose il difficile problema della defascistizzazione della pubblica amministrazione. La defascistizzazione risultò in gran parte inattuata e di fatto inefficace per mancanza di volontà politica. Infatti, gli elementi antifascisti nella pubblica amministrazione, quando presenti, erano stati di volta in volta allontanati nel corso della durata del regime. All'indomani della guerra civile della fine della guerra, la memoria comune nazionale non era ancora pacificata.

#### L'amnistia Togliatti
L'amnistia Togliatti fu un provvedimento di condono delle pene proposto dall'allora Ministro di grazia e giustizia Palmiro Togliatti, comprende i reati comuni e politici, compresi quelli di collaborazionismo con il nemico e reati annessi.
Lo scopo esplicito era la pacificazione nazionale dopo gli anni della guerra civile. Vi furono comunque polemiche sulla sua estensione, e il 2 luglio 1946 Togliatti con l'emanazione della circolare n. 9796/110, raccomandò interpretazioni restrittive nella concessione del beneficio.

### Il secondo dopoguerra e l'antifascismo in Italia

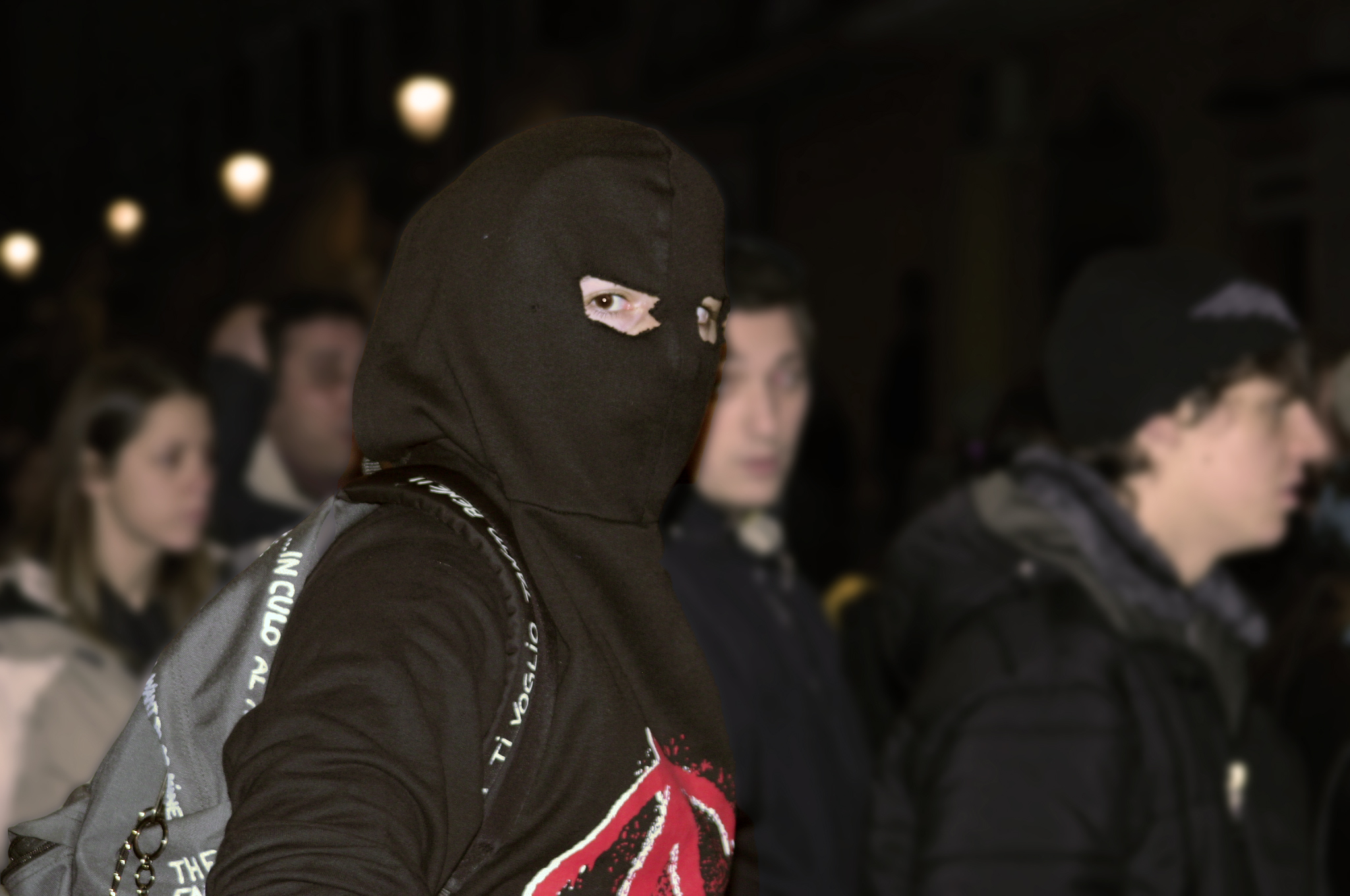
Manifestazione antifascista nell'Italia del secondo dopoguerra

Nei giorni che precedettero la fine della seconda guerra mondiale, il numero di partigiani o comunque di uomini che presero le armi crebbe molto rapidamente, si passò infatti da circa 70 000 uomini a 300 000. Finita la guerra in molti chiesero l'integrazione di tutti i reparti partigiani (o di quelli militarmente più validi) nell'esercito regolare, prevalse invece la linea del disarmo eseguito fra molti contrasti sotto la direzione del Ministro dell'interno Mario Scelba.
Nel frattempo l'Italia, soprattutto al nord, divenne teatro di violenze generalizzate: da un lato ebbero luogo vendette sia politiche che personali che portarono all'omicidio di decine di migliaia di fascisti e non, dall'altro la liquidazione e il disarmo del movimento partigiano attuata dal governo. Le stime delle vittime delle violenze del periodo si stimano, secondo uno studio di Giorgio Bocca, in 3000 persone a Milano e fra le 12 e le 15 000 in tutta l'Italia del Nord, altre stime fanno ascendere questa cifra fino a 50-70 000 persone o addirittura 300.000 uomini, stima quest'ultima, definita come "una fantasiosa esagerazione" in un documento dell'Amministrazione alleata in Italia. Lo smantellamento dell'apparato resistenziale antifascista avvenne in parte: ad esempio, il Partito Comunista Italiano conservò a lungo un apparato paramilitare dormiente, da usare in caso di reazione fascista.

#### Le associazioni partigiane
A Roma il 6 giugno 1944 fu costituita l'Associazione Nazionale Partigiani d'Italia (ANPI) da volontari ed ex militari che avevano preso parte alla guerra partigiana nelle regioni del Centro Italia; dopo la Liberazione essa si diffuse in tutto il Paese, compreso il Sud Italia. Alla data del 5 aprile del 1945, anno in cui venne designata come ente morale, l'ANPI comprendeva unitariamente tutti i partigiani italiani ed era retta da un consiglio formato da rappresentanti delle varie formazioni che avevano operato in tempo di guerra.
Tuttavia, già nel primo Congresso nazionale indetto a Roma nel 1947, fra le varie componenti emersero divergenze in ordine a questioni di politica interna ed estera, che comportarono due scissioni:
- nel 1948, i componenti delle brigate partigiane di ispirazione cattolica e delle Formazioni autonome militari costituirono la Federazione Italiana Volontari della Libertà (FIVL).
- nel 1949, i componenti delle Brigate Giustizia e Libertà, facenti riferimento al Partito d'Azione, fondarono la Federazione Italiana delle Associazioni Partigiane (FIAP).

Con la fine della guerra fredda, cessate le divergenze sulla politica internazionale e interna,  ANPI, FIVL e FIAP, hanno iniziato a organizzare manifestazioni e celebrazioni congiunte della Resistenza.

### Dopo l'Assemblea Costituentedella Repubblica Italiana
Tra il 1948 e il 1954, si contano 148.269 fra arresti e fermi per motivi politici, di cui l'80% vicini ad ambienti comunisti con 61.243 condanne a complessivi 20.426 anni di carcere (18 ergastoli). Gli arresti di ex-partigiani nello stesso periodo sono 1.697, mentre si contano almeno 5.104 feriti di cui 350 da armi da fuoco, un numero imprecisato di contusi e 145 morti in scontri in piazza, cui si aggiungono 19 vittime fra le forze dell'ordine.

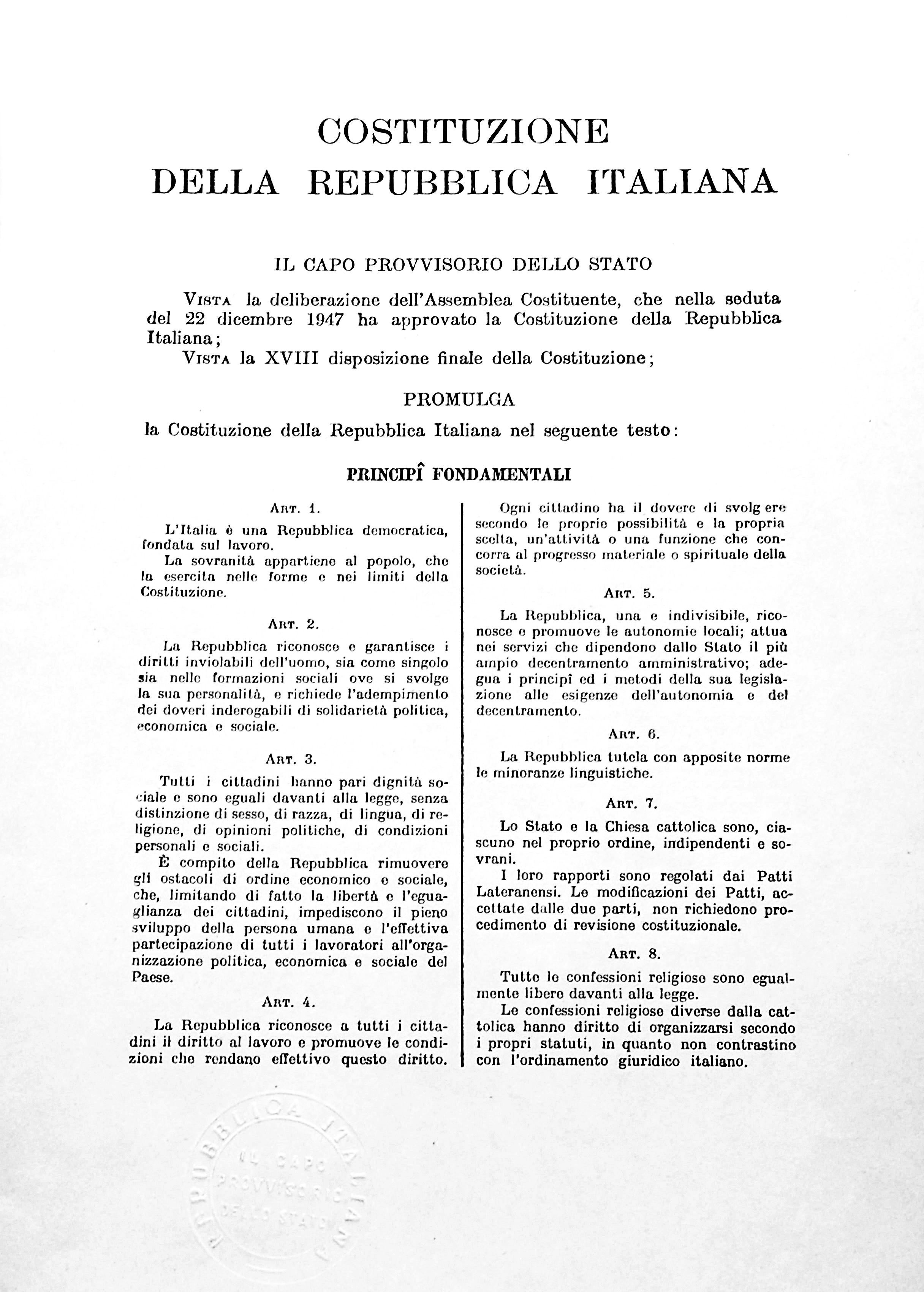
La Costituzione della Repubblica Italiana vieta la riorganizzazione del partito fascista (XII disposizione finale)

Una situazione particolarmente tesa venne raggiunta all'indomani del ferimento dello stesso Palmiro Togliatti per mano di uno studente siciliano, Antonio Pallante: il Paese si trovò sull'orlo della guerra civile, con scontri in piazza e assalti contro la polizia. Si contarono 9 morti e 120 feriti fra le forze dell'ordine e 7 morti e 186 feriti fra i civili, secondo cifre fornite dal ministro dell'interno Mario Scelba.
Parlando di questo periodo storico lo stesso Scelba disse:
Nello stesso periodo il ministero dell'interno elaborò dei piani per sventare un eventuale tentativo insurrezionale da parte del partito comunista. Il Paese venne diviso in una serie di grosse "circoscrizioni" formate da più province, con alla testa una specie di prefetto regionale, prosegue Scelba dicendo: ” I superprefetti da me designati avrebbero assunto gli interi poteri dello Stato sapendo esattamente, in base a un piano prestabilito, che cosa fare”.
L'intera storia recente italiana è stata dominata dal timore che il Partito Comunista Italiano (il più forte come elettorato a ovest della cortina di ferro) potesse andare al potere, negli anni l'Italia fu quindi teatro di uno scontro sotterraneo fra varie forze, in primo luogo i servizi segreti statunitensi e lo stesso KGB sovietico, contrari alla rottura degli equilibri di Jalta che avevano assegnato l'Italia al blocco occidentale.

### Genova 1960
(Discorso di Sandro Pertini il 28 giugno 1960)
A maggio del 1960 il Movimento Sociale Italiano decise di convocare il suo quinto congresso a Genova, la decisione fu giudicata da più parti provocatoria in quanto dalla città, decorata medaglia d'oro della Resistenza, era partita l'insurrezione del 25 aprile. A peggiorare la situazione intervenne la notizia che ai lavori del congresso avrebbe partecipato anche Carlo Emanuele Basile, prefetto della città durante la RSI.

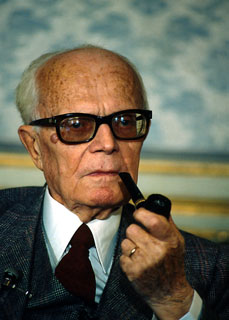
Il futuro presidente Sandro Pertini incitò a contrastare il neofascismo durante i fatti di Genova

Il 6 giugno dello stesso anno, i rappresentanti locali del PCI, Partito Radicale, PSDI, PSI e PRI fecero stampare un manifesto dove esprimevano il disprezzo del popolo genovese nei confronti degli eredi del fascismo.
Il 25 giugno, durante un corteo di protesta vi furono alcuni incidenti. Il 28 giugno il futuro Presidente della Repubblica Sandro Pertini, uno dei maggiori protagonisti della Resistenza antifascista e antinazista, manifestò la propria opposizione al congresso, mentre per il 30 giugno la camera del lavoro cittadina indisse uno sciopero generale dalle 14 alle 20. Verso le 17:30 il corteo che accompagnava lo sciopero cominciò a sciogliersi, mentre in piazza De Ferrari iniziò una vera e propria battaglia che si estese rapidamente in via XX Settembre. Il giorno dopo, quando i gestori del teatro Margherita, dove si sarebbe dovuto tenere il congresso, annunciarono che il teatro non era più disponibile, il comitato centrale missino annunciò l'annullamento del congresso.
Nel frattempo vi erano stati scontri anche a Roma e soprattutto a Reggio Emilia, dove si contarono cinque vittime fra i manifestanti antifascisti.

### Reggio Calabria 1970
Quando nel 1970 venne istituita la regione Calabria, si aprì il dibattito su quale città dovesse divenirne capoluogo. Malgrado Reggio Calabria venisse considerata da molti capoluogo "storico" della regione e fosse la città più popolata, venne scelta Catanzaro perché sede della Corte d'appello. Tutta la classe politica reggina, ad eccezione del Partito comunista, si schierò contro la decisione del governo. All'interno del direttivo, composto da forze trasversali, era presente anche l'esponente del MSI Ciccio Franco.
Nei mesi successivi gli scioperi e le proteste si fecero sempre più violente, mentre il governo Colombo rifiutò qualunque negoziato e inviò forti contingenti militari verso la città. A Reggio Calabria si viveva un clima semi-insurrezionale, con la creazione di "Repubbliche" formate da vie o quartieri che proclamavano la secessione, si susseguivano attentati dinamitardi, culminati nella bomba che il 22 luglio 1970 a Gioia Tauro fece deragliare il treno "Treno del Sole", Palermo-Torino, provocando 6 morti e 54 feriti (strage di Gioia Tauro).
Secondo le rivelazioni di Giacomo Lauro un pentito della 'ndrangheta, avvenute nel novembre 1993, alcuni esponenti del Comitato d'azione per Reggio Capitale guidato da Franco, avrebbero commissionato alla 'ndrangheta alcune azioni eversive tra cui il deragliamento del treno di Gioia Tauro, avendo ottenuto finanziamenti da alcuni industriali. Le dichiarazioni del pentito provocarono il coinvolgimento di Fortunato Aloi e del senatore Renato Meduri di Alleanza Nazionale ipotizzando un piano preciso per destabilizzare il paese a partire dal sud, dopo l'inizio da nord della Strategia della tensione (vedi paragrafo successivo).

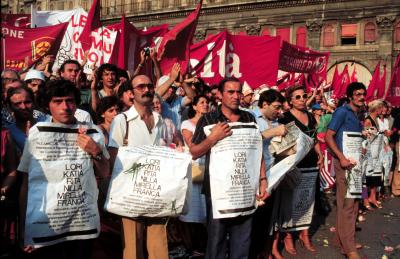
Manifestazione di protesta in Piazza Maggiore a Bologna, durante la celebrazione dei funerali delle 85 vittime della bomba del 2 agosto 1980, di matrice eversiva, per cui furono condannati alcuni militanti neofascisti come esecutori materiali

Tutti i personaggi coinvolti nell'inchiesta furono però prosciolti in fase istruttoria ad eccezione di Lauro stesso che dopo essere stato inizialmente assolto il 27 febbraio 2001 per mancanza di dolo, nel gennaio 2006, fu condannato per concorso anomalo in omicidio plurimo, reato ormai prescritto.
Alcuni mesi dopo 5 giovani anarchici morirono in un misterioso incidente stradale che, secondo dichiarazioni di pentiti, avrebbe impedito la consegna di dossier riguardanti i rapporti fra neofascisti e rivoltosi.

### Gli anni dell'antifascismo militantee gli anni di piombo
Per strategia della tensione viene generalmente riferita ad un periodo storico, individuato nell'arco temporale tra la strage di piazza Fontana del dicembre 1969, e la strage della stazione di Bologna del 1980.
Si caratterizzò per la connivenza di elementi ed organizzazioni legate agli apparati più reazionari della società italiana, alla destra eversiva e massonica, ai settori deviati dello Stato e dei servizi di sicurezza i quali, attraverso la soluzione stragista, l'organizzazione di strutture segrete eversive e la progettazione di colpi di Stato, intesero perseguire i loro obiettivi di condizionamento della vita politica italiana.
A questi rigurgiti di neofascismo si contrappose un forte movimento antifascista, sia legale, sia legato a formazioni della sinistra extraparlamentare sia a formazioni terroristiche di estrema sinistra (cfr. teoria degli opposti estremismi).

### Il fenomeno del neofascismo

Simbolo antifascista moderno

In Italia, il più importante partito politico di destra fu il Movimento sociale italiano. Sebbene costituito principalmente da ex reduci della Repubblica Sociale Italiana e da ex membri del disciolto Partito Nazionale Fascista, il MSI - anche se a più riprese accusato di ricostituzione del Partito Nazionale Fascista - non fu mai disciolto. Infatti anche non rientrando nel cosiddetto Arco costituzionale fu costantemente presente sulla scena politica italiana, già dalle elezioni politiche in Italia del 1948 elesse sei deputati e un senatore, fino alla sua trasformazione in Alleanza Nazionale nel 1994, che ha dato a sua volta vita a molti movimenti di destra non più dichiaratamente neofascisti (anche se molti movimenti di estrema destra permangono nel panorama politico italiano, seppur minoritari: ad esempio Forza Nuova, il Nuovo MSI, il Movimento Sociale Fiamma Tricolore, Fascismo e Libertà, ecc.)
Alla destra del MSI, a partire dagli anni '60 si formarono anche diversi movimenti extraparlamentari, come Terza Posizione, alcuni dei quali passarono al terrorismo nero, come accadde con Avanguardia Nazionale, i Nuclei Armati Rivoluzionari, Ordine Nero e il gruppo Ordine Nuovo (che si rifaceva al disciolto Centro Studi Ordine Nuovo, un partito extraparlamentare nato da alcuni esponenti delle cosiddette "sinistra missina" e "corrente spiritualista"), i quali stimolarono una nuova fase dei movimenti antifascisti. Il movimento Ordine Nuovo e quello di Avanguardia Nazionale ebbero un provvedimento attivo di scioglimento per la violazione della legge Scelba, che recepiva la XII disposizione transitoria e finale della Costituzione italiana, ossia il divieto di ricostituire il partito fascista sotto qualsiasi forma.
Accuse di fascismo vengono spesso rivolte, dalla sinistra radicale o da altri, a vari atteggiamenti o dichiarazioni di esponenti di partiti ritenuti conservatori o xenofobi.

## Antifascismo in Italia oggi
Dalla tradizione dei vari movimenti di sinistra radicale, unita all'anarchismo, al movimento no global e quello dei centri sociali autogestiti, è nato negli anni '90 il gruppo di Antifa (Azione Antifascista) in Italia, che talvolta supporta anche iniziative dell'antifascismo storico e istituzionalizzato, come quelle dei gruppi di ex partigiani dell'ANPI. Si oppone inoltre a cortei di estrema destra. Il fenomeno Antifa è inoltre rintracciabile in alcune tifoserie calcistiche, in passato in quelle di: Ancona (ai tempi dello storico Collettivo Autonomo scioltosi negli anni duemila), Campobasso (ai tempi degli Smoked Heads, sciolti nel 2016), Civitanovese (ai tempi delle Brigate Rossoblù, conosciute anche come BRB), Juve Stabia, Milan (ai tempi della Fossa dei Leoni, il primo gruppo ultras italiano sciolto nel 2005), Modena (ai tempi delle Brigate Gialloblù, che dal 1975 al 2005 sono state il gruppo trainante della curva sud "Luigi Montagnani", in cui ad oggi sono rimaste delle individualità antifa), Montevarchi (ai tempi delle Brigate Rossoblù), Sambenedettese (in buona parte), Savoia, Savona (ai tempi del gruppo Working Class, non più esistente), Taranto (ai tempi del Collettivo Alkooliko, poi Collettivo Curva Nord), Torino (in parte), e Venezia (ai tempi degli Ultras Unione e di Nuova Guardia e Rude Fans, poi Gate 22), e attualmente in quelle di: Atalanta (in minima parte rispetto ai tempi delle Brigate Nero Azzurre, per un trentennio il gruppo principale della curva nord "Federico Pisani", oggi alcuni ex membri delle BNA si ritrovano nel gruppo Forever Atalanta), Bologna (in parte, quella legata alla tradizione rossa e antifascista della città felsinea), Carrarese, Casertana, Cosenza, Empoli, Fasano, Genoa (per la maggior parte), Livorno, Perugia (in parte), Pisa, Ternana e Virtus Verona. Oltre a queste, è presente un numero non quantificabile di antifa che, a livello individuale e non, sono stati e sono sparsi per le tifoserie italiane.
Durante gli anni duemila, è stato fondato il Fronte di Resistenza Ultras su iniziativa delle Brigate Autonome Livornesi meglio note con l'acronimo BAL, insieme agli ultras dell'Ancona e della Ternana, in cui si sono riuniti i gruppi e le tifoserie più o meno marcatamente antifasciste e antirazziste d'Italia e anche d'Europa, tra cui gli ultras dell'AEK Atene e dell'Olympique Marsiglia, gemellati proprio con quelli livornesi.